# Dos d'Ane
Dos d'Ane är en ås i Schweiz. Den ligger i kantonen Neuchâtel, i den västra delen av landet, 50 km väster om huvudstaden Bern.